# Волкова, Капитолина Григорьевна
Капитолина Григорьевна Волкова (1889—1984) — советский патологоанатом, доктор медицинских наук (1935), профессор (1948).

## Биография
Родилась 1 ноября 1889 года[по какому календарю?] в Санкт-Петербурге.
Училась в частной гимназии О. К. Витмар. Высшее образование получила в Женском медицинском институте, который окончила  с отличием в 1917 году. Во время обучения работала в одном из госпиталей Петрограда; в 1917 году участвовала в качестве санитарного врача в борьбе с эпидемиями холеры и сыпного тифа.
В 1919—1920 годах была ассистентом на кафедре патологической анатомии Психоневрологического института у профессора Г. С. Кулеша. По совету Г. В. Шора поступила сверхштатным практикантом в отдел патологической анатомии Института экспериментальной медицины (ИЭМ) к Н. Н. Аничкову, где в 1928—1934 годах была научным сотрудником, в 1934—1946 годах — старшим научным сотрудником; в 1935 году по совокупности работ без защиты диссертации ей была присуждена степень доктора медицинских наук. Одновременно, она была прозектором и научным сотрудником в Рентгенологическом и радиологическом институте.
В 1944 году вышла замуж за В. Г. Гаршина, который ранее, с 1939 года, ухаживал за Анной Ахматовой и намеревался жениться на ней.
В 1946 году К. Г. Волкова стала руководителем лаборатории сердечно-сосудистой патологии ИЭМ и занимала эту должность до выхода на пенсию в 1963 году; с 1948 года — профессор.
Была депутатом Ленинградского городского Совета депутатов трудящихся, в котором работала в комиссии по здравоохранению; была награждена орденом Ленина, Георгиевской медалью (за спасение раненых во время войны), медалями: «За оборону Ленинграда», «За доблестный труд в Великой отечественной войне 1941—1945 гг.».
Умерла 23 сентября 1984 года в Ленинграде. Похоронена на Серафимовском кладбище.

## Научная деятельность
Автор около 100 научных работ, большинство из которых посвящено проблемам атеросклероза коронарных и мозговых артерий; написала монографии: «Морфология заживления ран» (1951) и «Атеросклероз и его предупреждение» (1957).